# Himalaya (companie)
Himalaya este un lanț de magazine de articole sportive din România.
Este deținut de alpinistul David Neacșu.
În anul 2010, compania deținea patru magazine în București și încă unul în Brașov.
Cifra de afaceri în 2009: 13,5 milioane euro 